# Margaret Profet
Margaret „Margie“ Profet (* 7. August 1958) ist eine US-amerikanische Evolutionsbiologin, die Arbeiten zur Rolle von Allergien, Schwangerschaftserbrechen und Menstruation unter dem Aspekt der Evolutionsbiologie verfasste. Ihr Jahre währendes, unerklärtes Verschwinden sorgte für Aufsehen.

## Leben
Profet hatte in Harvard bis 1980 politische Philosophie studiert und an der University of California, Berkeley 1985 einen Bachelor in Physik erworben. 1994 begann sie erneut zu studieren, Mathematik an der University of Washington in Seattle, einige Jahre später wieder in Harvard. Sie jobbte zwischenzeitlich als Kellnerin. Margie Profet hatte nie Biologie studiert. In Berkeley war sie aber dem Toxikologen Bruce Ames aufgefallen, der sie förderte und ihr eine Position als Hilfskraft an seinem Institut verschaffte. Auch Donald Symons, George Williams und Harvey Mansfield gehörten zu ihren Förderern.

### Theorien und Veröffentlichungen
Profet entwickelte in den späten 1980er und frühen 1990er Jahren Theorien über die evolutionären Hintergründe von Allergien, Menstruation und Schwangerschaftsübelkeit, die nach ihrer Argumentation Keime, Karzinogene und mutagene Giftstoffe aus dem Körper entfernen. Sie veröffentlichte in den Fachzeitschriften Quarterly Review of Biology und Evolutionary Theory.
Ihre Theorien wurden kontrovers diskutiert, hatten aber zur Folge, dass ihr eine sechsstellige Summe von der MacArthur Foundation für die Finanzierung weiterer Forschungen zur Verfügung gestellt wurde. Profet veröffentlichte in der Folge zwei Bücher, darunter Protecting Your Baby-to-Be, in dem sie den Einfluss der Ernährung während der Schwangerschaft auf die spätere Gesundheit des Kindes beschreibt und entsprechende Ernährungsempfehlungen gibt. Ihre Absage etwa an bestimmte Gemüse im frühen Stadium der Schwangerschaft führte zu erheblichen Kontroversen.

### Allergien und Krebs
Eine inverse Beziehung zwischen Allergien und mehreren Arten von Krebs war bereits zuvor festgestellt worden, die Beobachtung vermochte man bis zur Veröffentlichung von Profets These, dass die allergische Reaktion unter anderem Karzinogene aus dem Körper entfernt, jedoch nicht zu erklären.
Profet argumentierte, dass beispielsweise Schwermetalle wie Arsen und Nickel unter den Metallen mit größter Wahrscheinlichkeit Krebs verursachen können, während sie gleichzeitig am stärksten allergen wirken, was ebenso auf das organische Aflatoxin zutrifft.
Im Jahr 2008 analysierten der Neurobiologe Paul Sherman und die Evolutionsbiologin Janet Shellman-Sherman eine Vielzahl von historischen Studien unter Berücksichtigung von Profets Theorien und stellten fest, dass Allergiker tatsächlich weniger Krebserkrankungen aufwiesen. Dies betrifft Gewebe und Organsysteme, die eine Schnittstelle mit dem externen Umfeld darstellen: Mund, Rachen, Dickdarm, Mastdarm, Graue Substanz, Bauchspeicheldrüse, Haut, Gebärmutterhals und Lunge. In Yale wurden später Versuche mit verschiedenen organischen Allergenen wie der Phospholipase A2 beim Bienengift angestellt. Die allergische Reaktion war in der Lage, eine bessere Immunisierung herzuführen, extreme allergische Reaktionen seien eine Fehlfunktion des Mechanismus.

### Rolle der Menstruation
Die Menstruation betreffend argumentierte Profet, dass diese der Reinigung der reproduktiven Kanäle diene, da Spermien als Überträger von Krankheiten dienen können, indem sich Bakterien aus männlichen und weiblichen Genitalien an Spermien heften und so in die Gebärmutter gelangen. Aufgrund dieser Theorie empfahl Profet, orale Kontrazeptiva zu meiden, welche die Menstruation unterdrücken. Profets Theorie, dass die Regelblutung der Reinigung der reproduktiven Kanäle von Krankheitserregern diene, wurde vor dem Hintergrund kritisiert, dass die menschliche Kopulation praktisch während des gesamten Zyklus vollzogen werden kann, so dass bis zu ein Monat vom Eindringen von Bakterien bis zur nächsten Menstruation vergehen können. Beverly Strassmann von der University of Michigan lieferte eine ausführliche Gegendarstellung. Sie argumentierte unter anderem mit dem nicht feststellbaren Unterschied bei der Blutungsintensität bei sexuell aktiveren Frauen.
Profet, die durchaus auch bestimmt auftrat, nannte Strassmans Studie reine Zeitverschwendung, ihr Mentor Williams sah die Anthropologin durchaus im Recht.
Profet gab später gegenüber den Medien an, sie habe ihre Theorie zur Menstruation nach einem Traum entwickelt, in dem ihr schwarze, in Rot eingebettete Dreiecke erschienen seien. Die Dreiecke fasste sie als Krankheitserreger, die rote Farbe als Blut auf. 2011 erschien mit The How and the Why von Sarah Treem ein Theaterstück, das die Arbeit von Profet zur Menstruation einbezieht.

## Verschwinden
Im Jahr 2002 brach Margaret Profet die Beziehungen zu ihrer Familie ab und stellte dann nach und nach auch den Kontakt mit Freunden und Kollegen ein, bis sie zwischen 2004 und 2005 verschwand, ohne Spuren zu hinterlassen. 2012 wurde sie von ihrer Familie wiederentdeckt. Sie hatte die Zeit über in Boston gelebt, wo sie, den Angaben ihrer Familie nach, mit einer (möglicherweise psychischen) Krankheit und Armut zu kämpfen hatte.
David Buss, Professor für Psychologie an der Universität von Texas in Austin, merkte an, Profet „schien einen einzigartigen Blick auf die Welt zu besitzen, der eine auf eindringende Krankheitserreger und Parasiten fixierte Paranoia einschloss.“ Diese Paranoia mag ihre unkonventionelle Sichtweise ermöglicht haben, könnte jedoch auch ihr Verschwinden zu erklären helfen. Sie galt als detailverliebt und exzentrisch. Profet kleidete sich oft unabhängig von der Jahreszeit mit einer kurzen Hose und einem Pullover. Einige frühere Lebensgefährten von Profet wiesen sowohl auf ihre unkonventionelle Lebens- und Denkweise wie auch auf mögliche nicht näher beschriebene psychische Schwierigkeiten hin.
Ein früherer Studienkollege und Journalist, Mike Martin, wurde auf ihr Verschwinden durch Hinweise in ihrem lange nicht gepflegten Wikipedia-Artikel aufmerksam. Er forschte drei Jahre nach ihrem Verbleib und trug mit einem Artikel in Psychology Today zu ihrer Wiederauffindung bei.

## Werke (Auswahl)
- Menstruation as a Defense Against Pathogens Transported by Sperm. In: The Quarterly Review of Biology. Band 68, Nr. 3, The University of Chicago Press, Chicago, S. 335–386.
- The Function of Allergy: Immunological Defense Against Toxins. In: The Quarterly Review of Biology. Band 66, Nr. 1, The University of Chicago Press, Chicago, S. 23–62.
- The Evolution of Pregnancy Sickness as Protection to the Embryo Against Pleistocene Teratogens. In: Evolutionary Theory. Nr. 8, S. 177–190.
- Pregnancy Sickness as Adaptation: A Deterrent to Maternal Ingestion of Teratogens. In: Jerome H. Barkow, Leda Cosmides, John Tooby: The Adapted Mind: Evolutionary Psychology and the Generation of Culture. Oxford University Press, S. 327–366.